# Al-Hassan ibn Ali
Pour les articles homonymes, voir Hassan.
Abû Muhammad Al-Hassan ibn `Alî ibn Abi Talib également appelé Imam Al-Hassan al-Mujtabâ qui veut dire l'élu (arabe : الإمام الحسن المجتبى) ou Al-Hassan surnommé Al-Sibt (arabe : الحسن السبط) est le fils aîné d'Ali et de Fâtima, fille de Mahomet. Il est né en 624, au mois de ramadan de l'an 3 du calendrier hégirien. Les titres les plus connus de l'Imam Hassan étaient Taghî, Tayyib, Zakî, Sayyid, Sibt, et Valî. Selon la tradition chiite, il succéda à son père comme second imam en 661. Il est mort vers 669-670, très probablement empoisonné,.
Il fait partie des Ahl al-Bayt.
Les sources chiites et sunnites témoignent que le Prophète a dit de lui : « Al-Hassan et Al-Hussayn sont les deux Maîtres de la Jeunesse du Paradis »,,.

## Biographie
À la mort de son père, le peuple prêta serment d'allégeance à Hassan comme nouveau calife. Il quitta Koufa avec une armée de 40 000 hommes et se rendit à Madayn (Ctésiphon). Finalement il négocia avec Muʿāwiyah et renonça au califat en faveur de ce dernier pour que cesse la guerre entre les musulmans et que règne la paix. Il se retira ensuite à Médine, où il vécut jusqu'à sa mort en 670, empoisonné par Muʿāwiyah et dans d'autres versions par sa femme Ja'da Bint Ash'at mais jusqu'à aujourd'hui la version la plus authentique chez les sunnites est que Hassan n'a jamais dénoncé son supposé assassin car il a remis cela à Dieu n'étant pas sûr et ne voulant pas accuser une personne innocente à tort. (Al Hassan a répondu:  « je ne vous dirai rien. Si c'est bien la personne à qui je pense [qui m'a empoisonné (avant sa mort)] Allah s'en occupera ».
Certains disent que sa femme Ja'da Bint Ash'ath l'a empoisonné mais la version n'est pas reconnue comme authentique par les sunnites. Al-Dahabî dit :  « je n'ai rien d'authentique attestant de cela ». Ibn Kathir affirme également que ce récit n'est pas authentique pour lui ».
Pour les chiites, l'imam Hassan fut bien assassiné par sa femme Ja'da fille de Ash'ath b. Qays qui fut approchée par Muʿawiya, celui-ci lui proposa d'épouser son fils et futur calife Yazīd si Ja'da venait à tuer son mari. Elle accepta et empoisonna le repas de l'imam Hassan (alors qu'il allait rompre le jeûne) par un poison mortel spécialement envoyé par Muʿawiya.

## Famille et descendance
L'imam Adh-Dhahabi rapporte que al-Hassan se serait marié à neuf reprises. Cependant, il existe beaucoup de divergences à propos des nombreux mariages et divorces, certains s'appuient sur des argumentations, d'autres sur des récits. Mais aucune donnée historique n'est vraiment fiable à ce propos et n'a donc aucune valeur ni importance majeure. Certains disent même que ces narrations auraient été inventées par intérêt politique en ces temps très tourmentés et contextuels de l'époque de Muʿawiya.
Parmi ses épouses :
- Ja'da bint al-Ach'ath ibn Qayss ibn Ma'di Karb al-Kindi
- Oum Ishaq bint Talha ibn Ubayd Allah ibn Othman at-Tamimi
- Oum Koulthoum bint Al-Abbas ibn Abd al-Muttalib ibn Hachim
- Hafsa bint ʿAbd al-Rahman ibn Abi Bakr

De nombreuses dynasties se réclament aujourd'hui de sa descendance.
La dynastie alaouite qui règne aujourd’hui sur le royaume du Maroc se réclame de sa descendance directe et, à travers lui, de la descendance d'Ali Ibn Abi Talib et de Fatima-Zahra, et, donc, de Mahomet.
Les Idrissides, fondateurs de l'État marocain sont les descendants authentiques de El Hassan ibn Ali Ibn Abi Talib et de Fatima-Zahra selon les grands historiens du monde musulman comme Ibn Khaldoun dans sa Muqaddima, Ibn Kathir et Tabari.
Les descendants de Moulay Idriss el Azhar sont d’après les historiens maghrébins comme Ayachi Almarini, répartis dans tout le monde arabe en plusieurs factions : Les Oudghiri qui se sont installés à Figuig, Yousfi Oudghiri (descendants de Sidi Youssef Ben Ahmed) qui se sont installés près de Sefrou, Kettani qui se sont installés à Fez, Jouti, ghomari qui se sont installés au Jebel Ghomara, Rayssouni, Debbagh (descendants de Sidi Abdel-aziz Debbagh) se sont installés à Fez, les Amrani, Bouzidi (descendants de Sidi Bouzid ben Ali), les El Hajjami, descendants de Hassan Al Hajjam ben Muhammad ben al-Qasim, les Alami (et bien d’autres).
Les Sulaymanides en Algérie sont les descendants de Sulayman Ier le frère d'Idris Ier ibn Abdallah al kamil ibn Hassan ibn Hassan ibn Ali ibn Abi Talib.
De nombreux chérifs de la Mecque et de Médine se réclamèrent de la descendance de Hassan.

### Bibliographie

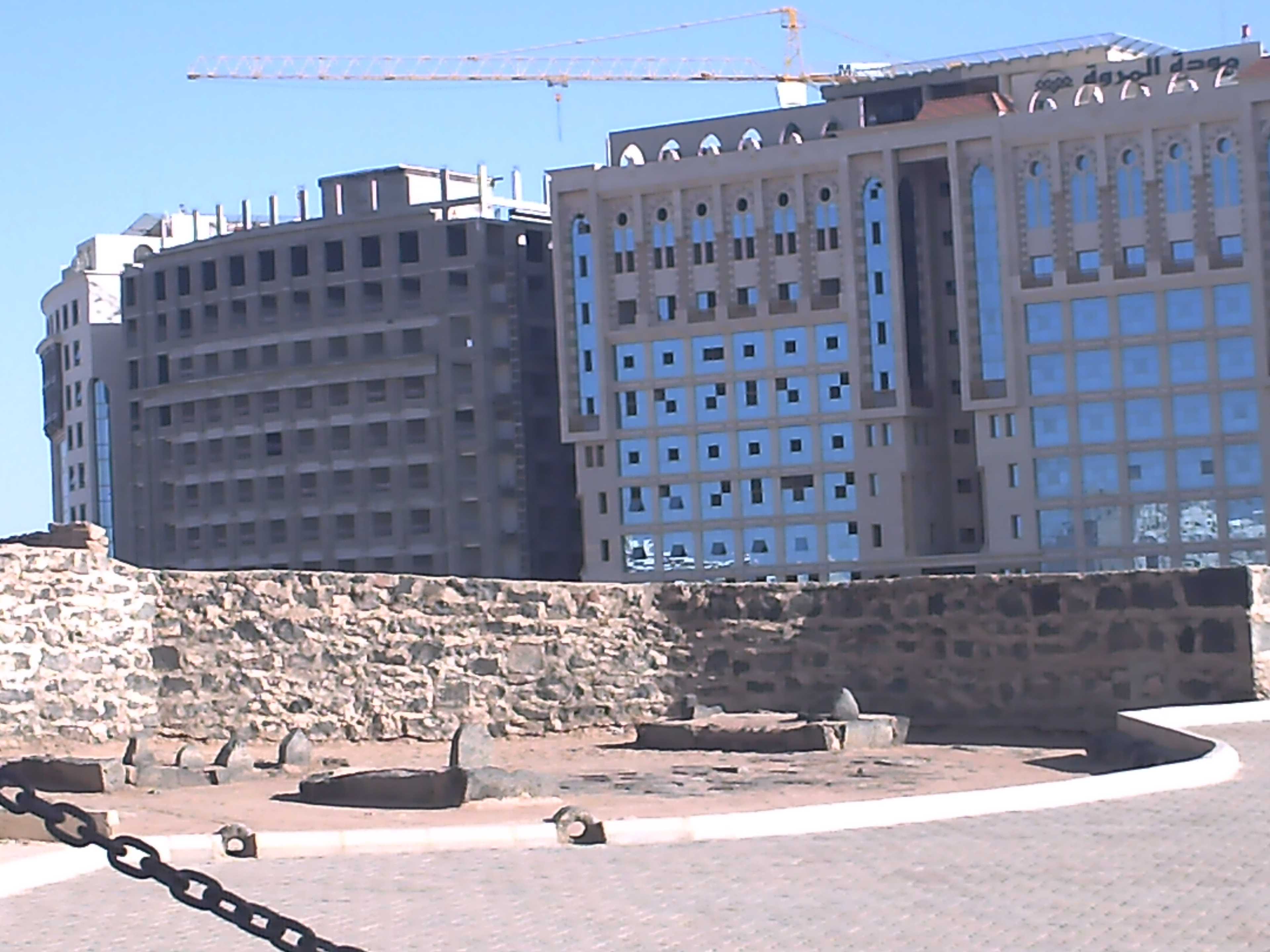
Sa tombe désacralisée au cimetière Al Baqi de Médine en Arabie saoudite.